# Obertürkheim
Koordinaten: 48° 46′ N, 9° 16′ O
Obertürkheim am Neckar ist, zusammen mit dem Stadtteil Uhlbach, der östlichste Stadtbezirk von Stuttgart. Obertürkheim liegt am rechten Ufer des Neckars umgeben von Mettingen, Hedelfingen am linken Neckarufer und Untertürkheim.

## Stadtteile

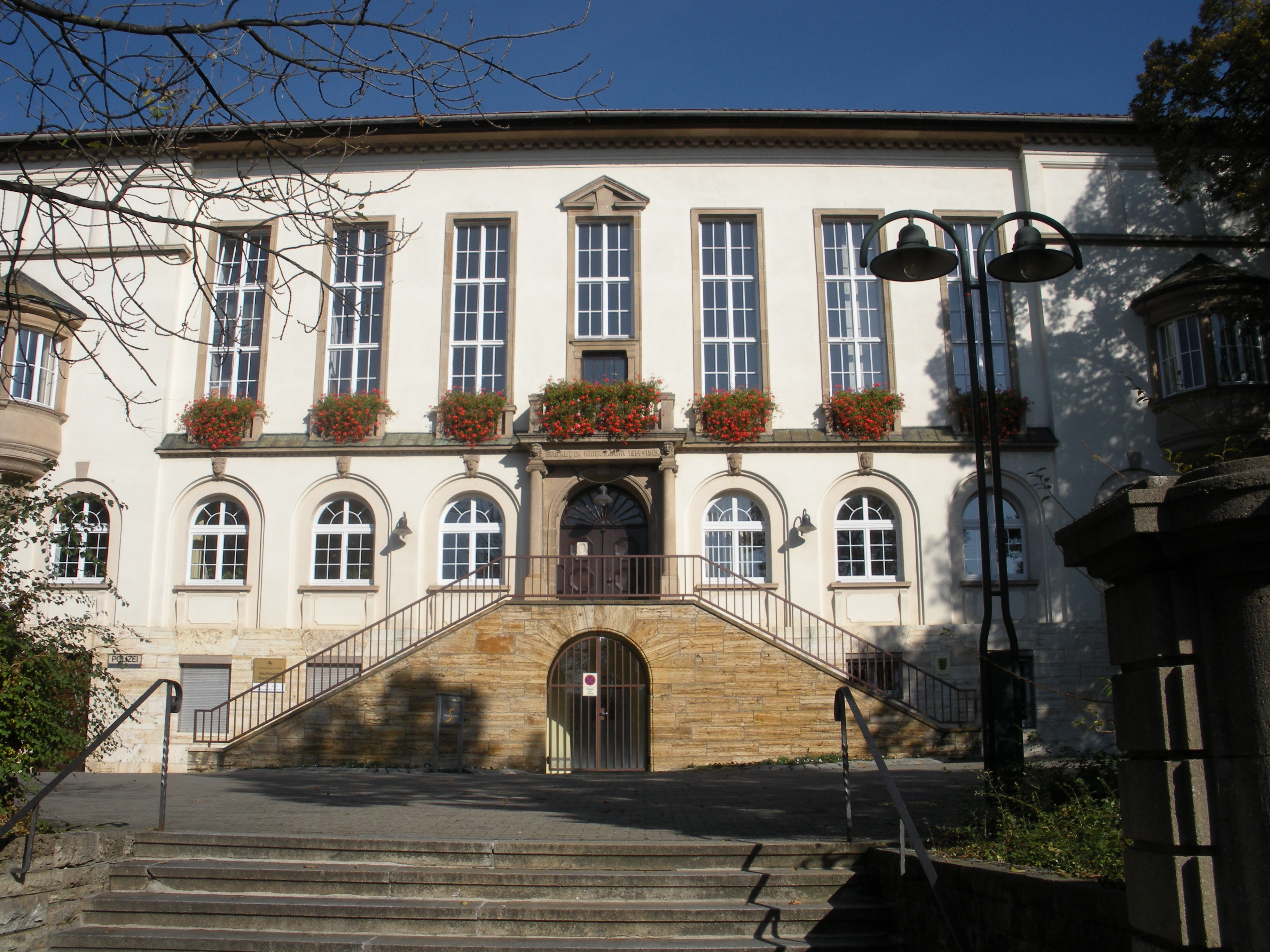
Bezirksrathaus Obertürkheim

Bei der Einteilung der Stadt Stuttgart in Stadtbezirke im Jahre 1956 wurde der Stadtteil Obertürkheim mit dem am 1. April 1937 nach Stuttgart eingemeindeten Stadtteil Uhlbach zum Stadtbezirk Obertürkheim vereinigt. Die jüngste Neugliederung des Stadtgebiets zum 1. Januar 2001 veränderte den Stadtbezirk Obertürkheim nicht, so dass das Bezirksrathaus in Obertürkheim weiterhin zwei Stadtteile verwaltet.

## Stadtteil Obertürkheim
Erstmals erwähnt wurde Obertürkheim am Neckar im Jahr 1251, am 1. April 1922 erfolgte die Eingemeindung nach Stuttgart.
Die Gemarkung Brühl am Neckar gehörten bis zur Ausgliederung nach Esslingen am Neckar am 1. April 1923 zur Gemeinde Obertürkheim und wurde im Wesentlichen als Viehweide benutzt.

## Stadtteil Uhlbach
Der in einem Talkessel liegende Weinort Uhlbach wurde erstmals im Jahre 1247 urkundlich erwähnt. Die Uhlbacher Kelter wurde schon 1366 erwähnt, die Andreaskirche wurde 1490 erbaut und das imposante Fachwerk-Rathaus entstand 1612. 1923 kam Uhlbach mit Rotenberg für einige Jahre zum Oberamt Eßlingen, bis es 1937 nach Stuttgart eingemeindet wurde.

## Geschichte

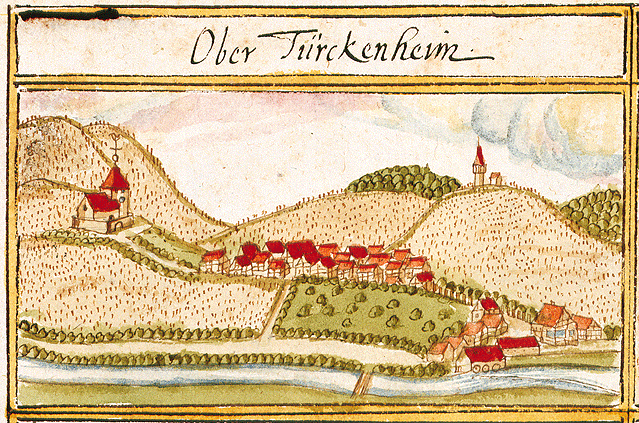
Obertürkheim 1685, Forstlagerbuch von Andreas Kieser

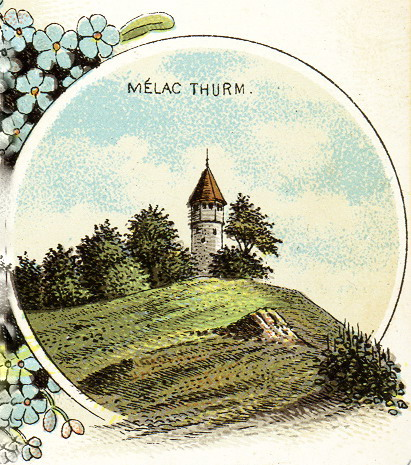
Esslinger Mélacturm oberhalb Obertürkheims

Es gibt mehrere Theorien zum Ursprung des Ortsnamens.
Die erste geht zurück auf einen Alemannenkönig mit dem hypothetischen Namen Durinkhain aus dem 6. Jahrhundert. Verfechter dieser Theorie verweisen auf den Fund eines alemannischen Fürstengrabes auf dem Ailenberg nahe Obertürkheim. Der Name des Toten in dem Grab ist allerdings unbekannt. Eine andere Theorie geht zurück auf eine Gruppe Thüringer, die hier gesiedelt haben sollen. Dafür gibt es weder Beweise noch Aufzeichnungen, nur Parallelen zu ähnlich klingenden Ortsnamen andernorts (siehe Türkheim und Bad Dürkheim).
Beide Stadtteile des Stadtbezirks Obertürkheim waren im Mittelalter Grenzorte. Hier stieß das Gebiet der Württemberger an das der Freien Reichsstadt Esslingen am Neckar.
Auf dem Ailenberg steht der im Jahr 1575 erbaute Mélacturm, er gehört bereits zum Befestigungssystem der freien Reichsstadt Esslingen. Hier soll die Sagengestalt Schlurger wohnen, die nachts durch die Weinberge der oberen Neckarvororte schlurft und die müßiggehenden Leute erschreckt oder gleich abholt.
Bei der Verwaltungsreform des Königreichs Württemberg Anfang des 19. Jahrhunderts blieb Obertürkheim dem Oberamt Cannstatt zugeordnet und gehörte damit ab 1818 zum Neckarkreis. Am 7. November 1845 wurde Obertürkheim als dritter Bahnhof der Württembergischen Eisenbahn nach Cannstatt und Untertürkheim auf der Zentralbahn in Betrieb genommen. Ab dem 20. November 1845 war auch das benachbarte Esslingen an die Bahnstrecke angebunden.

## Verkehr und Wirtschaft

### Verkehr

#### Bahn- und Busverkehr
- Der Bahnhof Stuttgart-Obertürkheim liegt an der historisch wichtigen württembergischen Ostbahn, die Stuttgart mit Ulm und darüber hinaus über die Trasse der ursprünglich Bayerische Maximiliansbahn genannten Strecke mit München verbindet.
- Mit den öffentlichen Verkehrsmitteln ist Obertürkheim gut zu erreichen, zum einen durch S-Bahnlinie S1 von Herrenberg über Stuttgart nach Kirchheim (Teck) und zum anderen durch die Buslinien 61 zwischen Untertürkheim und Obertürkheim, 62 zwischen Uhlbach und Rohracker und die Buslinie 65 von Uhlbach über Heumaden nach Plieningen Garbe.
- Außerdem verkehrt seit 1944 der Oberleitungsbus Esslingen am Neckar bis nach Obertürkheim.

#### Fernstraßen
Der Stadtbezirk ist über die Bundesstraße 10 (Karlsruhe – Stuttgart – Ulm) gut an das Stuttgarter Straßensystem angeschlossen.

#### Radverkehr
Durch eine Alltagsroute aus dem Radnetz Baden-Württemberg ist Obertürkheim über Untertürkheim und Bad Cannstatt mit dem Stadtzentrum und in der anderen Richtung mit Esslingen verbunden. Sie entspricht in Obertürkheim der Hauptradroute (HRR) 7 der Stadt Stuttgart. 
Überdies verläuft näher am rechten Neckarufer die HRR 12. Richtung Untertürkheim befindet sie sich aber auf einer Langzeitbaustelle für Stuttgart 21. Daher verläuft der Neckartal-Radweg als touristischer Landes-Radfernweg aktuell (Stand 2025) in diesem Bereich auf derselben Trasse wie die Alltagsstrecke, der Augsburger Straße. Als Querverbindung zwischen den Routen wird die 2023 eröffnete Bahnunterführung beim Imweg genutzt. 
Für die Zukunft ist für die Strecke zwischen dem Stadtzentrum und Esslingen eine Radschnellverbindung vorgesehen.
Als Hauptradroute zweiter Ordnung ist eine Verbindung von der Ortsmitte über Hedelfingen nach Heumaden hinauf vorgesehen, aber sie besteht noch nicht (HRR 43).
Durch Uhlbach führt der Württemberger Weinradweg. Er verläuft von Rottenburg am Neckar nach Niederstetten und führt dabei von Esslingen über dessen Stadtteil Rüdern nach Uhlbach und Rotenberg und weiter an Fellbach vorbei nach Stetten. 
Zudem besteht für den Freizeitverkehr die Rundstrecke Radel-Thon, die von Sillenbuch kommend über Rohracker nach Hedelfingen führt und über die Hedelfinger Brücken nach Obertürkheim. Von hier verläuft sie im Neckartal bis Mühlhausen.

#### Hafen
Innerhalb der Gemarkung liegt der hier schiffbare Neckar mit der dem östlichen Teil des Neckarhafens; die Staustufe Obertürkheim liegt bereits auf Hedelfinger Gemarkung.

## Wirtschaft
- Die 1918 gegründete Weingärtnergenossenschaft Obertürkheim fusionierte 2005 mit der Weinmanufaktur Untertürkheim.
- Die 1907 gegründete Weingärtnergenossenschaft Uhlbach vereinigte sich 2007 mit den Rotenberger Weingärtnern zum Collegium Wirtemberg – Weingärtner Rotenberg & Uhlbach eG.
- Auch heute noch betreiben viele Familien in Uhlbach und Obertürkheim Weinanbau und eigene Besenwirtschaften.

## Ehrenbürger von Uhlbach
- 1893: Gottlieb Benger, Fabrikant, geh. Kommerzienrat, Rumänischer Generalkonsul (1851–1903)

## Kultur und Sehenswürdigkeiten
Siehe auch die Artikel: Weinbau in Stuttgart, Württemberg (Weinbaugebiet) und Württemberger Weinstraße.
- Evangelische Petruskirche – romanische Kapelle aus dem Jahr 1285, die 1484 zur gotischen Kirche erweitert wurde; weitere Erneuerungen folgten im 18. Jahrhundert – aus dieser Zeit leicht barocke Ausstattung.
- Wohnhaus Obertürkheim, Uhlbacher Str. 31 (Weinbau u. Besenwirtschaft Ruoff), Fachwerkbau erbaut circa 1550
- Ehemaliges Gasthaus Ochsen in Obertürkheim (Ecke Rüderner/Augsburger Str.), wahrscheinlich im 16. Jahrhundert erbaut, ca. 1770 erneuert, schließlich in den 1990er Jahren renoviert und unter Auflagen des Denkmalschutzes umgebaut zum Wohnhaus mit Arztpraxis.
- Evangelische Andreaskirche Uhlbach 1490 im gotischen Stil erbaut
- Altes Uhlbacher Rathaus, 1612 als Fachwerkhaus erbaut – heute Archiv.
- Das Stuttgarter Weinbaumuseum in der imposanten Uhlbacher Alten Kelter berichtet von der langen Geschichte des Weinanbaus in der Stuttgarter Region.
- Ehren- und Mahnmal des Bildhauers Erich Glauer aus dem Jahre 1970 auf dem Friedhof Kirchsteige 16 für die Toten der Weltkriege und die Opfer der NS-Gewaltherrschaft[4]

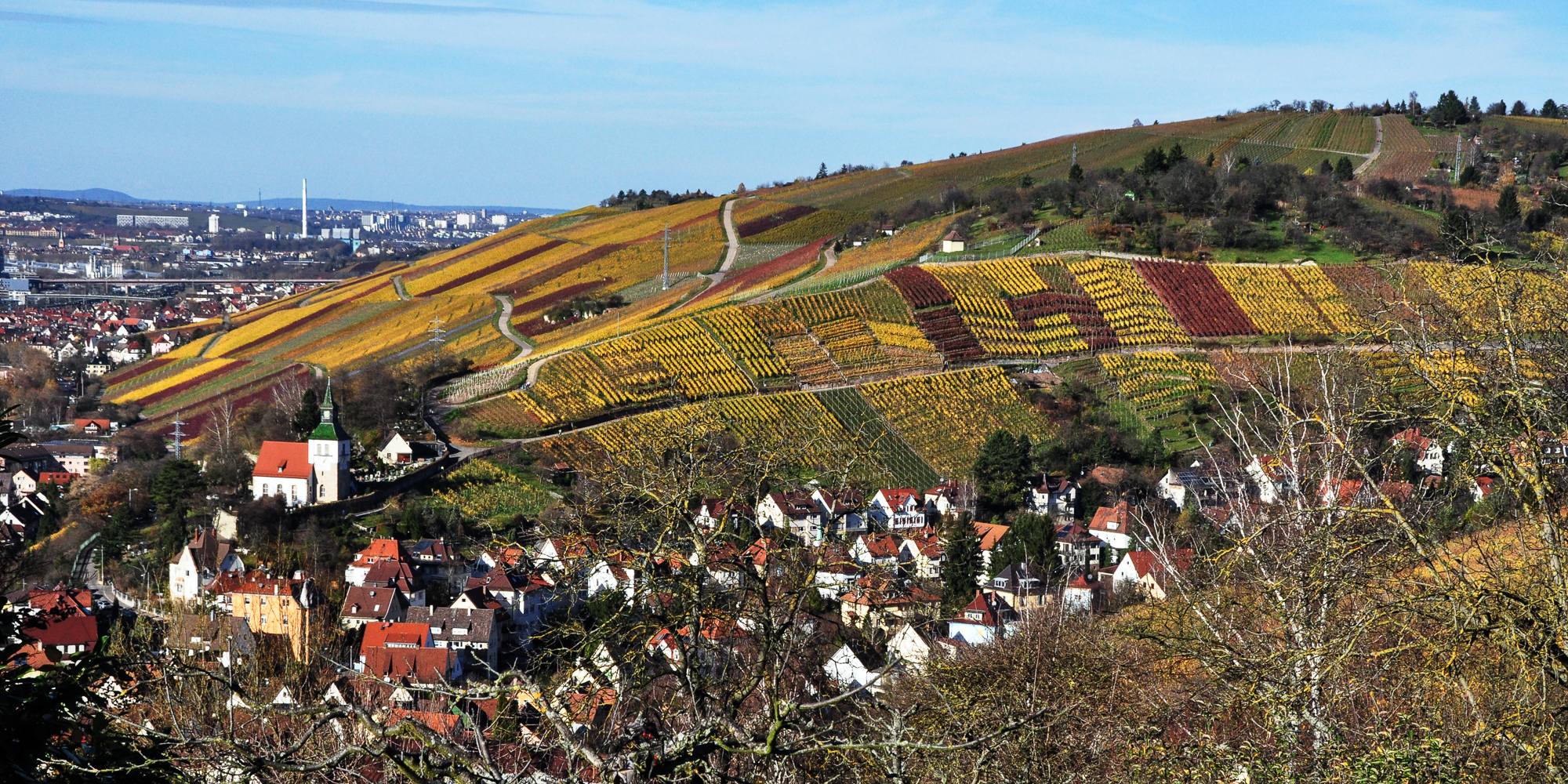
Landschaftsschutzgebiet „Wein- und Obstbaulandschaft Württemberg und Götzenberg“
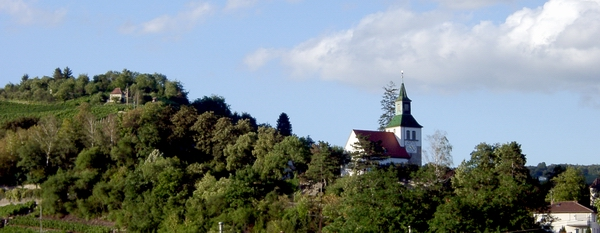
Petruskirche Obertürkheim
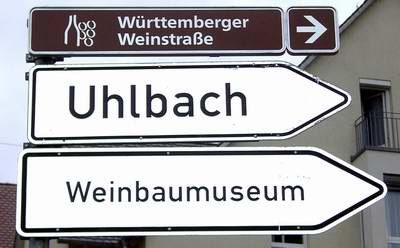
Hinweisschild Württemberger Weinstraße
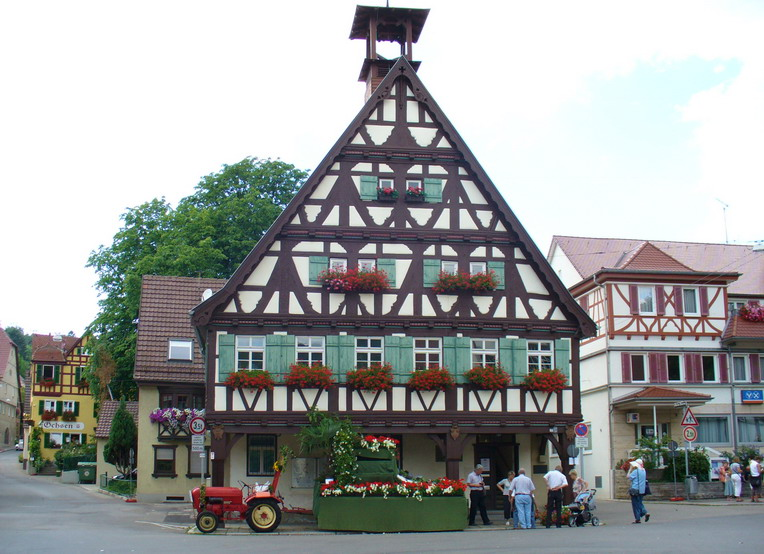
Altes Rathaus Uhlbach von 1612
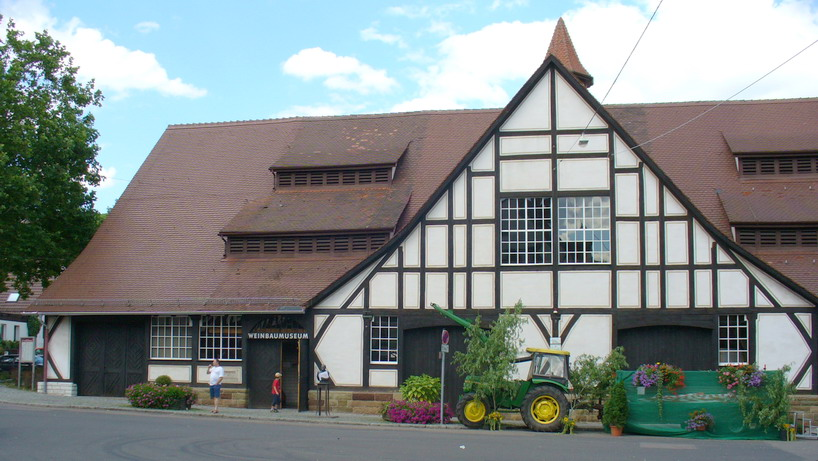
Weinbaumuseum in der Alten Kelterei in Uhlbach

## Vereine/Verbände
- Musikverein Obertürkheim
- DPSG Pfadfinder Sankt Franziskus
- Sängervereinigung Eintracht
- Obst- und Gartenbauverein
- Sportverein Obertürkheim
- Turnverein Obertürkheim
- Verein für Bewegungsspiele Obertürkheim
- Kinder- und Jugendhaus Obertürkheim
- Bürgerverein Obertürkheim-Uhlbach

## Politik

### Bezirksvorsteher
Seit 1. Februar 2021 ist Kevin Latzel hauptamtlicher Bezirksvorsteher von Obertürkheim. Er wurde am 3. Dezember 2020 mit 47 von 57 Stimmen vom Stuttgarter Gemeinderat gewählt.
Latzel wurde am 28. September 1979 in Stuttgart geboren und wuchs im Obertürkheimer Nachbarbezirk Hedelfingen auf. Bevor Kevin Latzel in das Bezirksrathaus Obertürkheim wechselte, war der parteilose Verwaltungsfachwirt in verschiedenen Bereichen der Stadtverwaltung Stuttgart tätig.
Als Bezirksvorsteher vertritt Latzel den Stadtbezirk, leitet das Bezirksamt und ist Vorsitzender des Bezirksbeirats.

### Bezirksbeirat
| Gemeinderatswahl 2024Wahlbeteiligung: 57,7 % 3020100 23,422,911,18,37,46,24,54,112,1 CDUGrüneSPDAfDFDP/DVPFWLinkeSÖSSonst.Gewinne und Verlusteim Vergleich zu 2019 %p 4 2 0 −2 −4+4,0−3,4−0,5+2,2−0,5−0,9−0,8−0,3+0,2CDUGrüneSPDAfDFDP/DVPFWLinkeSÖSSonst. Dem Bezirksbeirat Obertürkheim gehören auf Grund der Einwohnerzahl des Stadtbezirks 9 ordentliche und ebenso viele stellvertretende Mitglieder an. Seit der letzten Kommunalwahl 2024 gilt folgende Sitzverteilung: - CDU: 3 - B90/Die Grünen: 2 - SPD: 1 - AfD: 1 - Freie Wähler: 2 |

### Wappen
| Wappen von Obertürkheim | Blasonierung: „In Silber ein sechsspeichiges und sechsschaufliges schwarzes Mühlrad.“ |
| Wappen von Obertürkheim | Wappenbegründung: Das älteste bekannte Siegel des Ortes stammt aus dem späten 19. Jahrhundert und zeigt ein Kreuz, über dem ein Rad angebracht ist, wahrscheinlich in Silber auf rotem Grund. 1902 wurde diese Kombination vom Gemeinderat fälschlicherweise als Rad interpretiert. Als der Rat 1904 ein neues Siegel benötigte, wurde das oben genannte Wappen vorgeschlagen und angenommen. Das Rad wurde auch als Symbol für die lokale Industrie erklärt. |

## Persönlichkeiten
- Otto Berner (* 7. Juni 1876 in Obertürkheim; † nach 1935) war ein deutscher Ingenieur und Direktor des Magdeburger Vereins für Dampfkesselbetrieb, Vorläufer des TÜV Nord
- Anna Bosch (* 8. März 1864 in Obertürkheim; † 12. Juli 1949 in Tübingen), erste Ehefrau des Industriellen Robert Bosch und erste weibliche Ehrenbürgerin der Stadt Tübingen
- Paul Hahn (* 5. April 1883 in Obertürkheim; † 2. April 1952 in Stuttgart), Lehrer und Kunstmaler, Oberpolizeidirektor von Stuttgart, wegen Kontaktes zu Widerstandskreisen inhaftiert
- Karl Keim (* 23. Juli 1899 in Obertürkheim; † 1988) war Mitglied des Württemberger Landtages, deutscher kommunistischer Widerstandskämpfer gegen den Nationalsozialismus, Häftling im KZ Buchenwald und Vorstandsmitglied der VVN Baden-Württemberg
- Otto Salzer (* 1874, † 1944 in Obertürkheim) war einer der erfolgreichen Mercedes-Rennfahrer vor 1930
- Elsbeth Stockmayer (* 2. April 1885 in Obertürkheim; † 30. Mai 1975 in Stuttgart), Malerin, Schriftstellerin und Verlegerin